# 海斯普萊斯 (加利福尼亞州)
海斯普萊斯（英語：Hays Place）是位於美國加利福尼亞州門多西諾縣的一個非建制地區。該地的面積和人口皆未知。

## 地理
海斯普萊斯的座標為39°40′38″N 122°54′40″W / 39.67722°N 122.91111°W，而該地的平均海拔高度為957米（即3140英尺）。